# رالف فينس (محامي)
رالف فينس (بالإنجليزية: Ralph Vince)‏ هو قاضي ومحامي أمريكي، ولد في 18 مارس 1900 في فينشي في إيطاليا، وتوفي في 29 أكتوبر 1996 في شاكير هايتس في الولايات المتحدة.

## وصلات خارجية
- رالف فينس على موقع مرجع كرة القدم المحترفة.كوم (الإنجليزية)